# One More Chance (bài hát của Madonna)
"One More Chance" là ca khúc của nữ ca sĩ nhạc pop người Mỹ Madonna.

## Danh sách track và định dạng
- CD single

1. "One More Chance" (Album Version) – 4:25
2. "You'll See" (Spanish Version) – 4:20
3. "You'll See" (Spanglish Version) – 4:20

- Cassette single

1. "One More Chance" (Album Version) – 4:25
2. "You'll See" (Spanish Version) – 4:20

## Bảng xếp hạng
| Bảng xếp hạng (1996)     | Vị trí cao nhất |
| ------------------------ | --------------- |
| Australian Singles Chart | 35              |
| Italian Singles Chart    | 7               |
| Finnish Singles Chart    | 12              |
| Sweden Singles Chart     | 39              |
| UK Singles Chart         | 11              |